# Merville, Haute-Garonne
Merville är en kommun i departementet Haute-Garonne i regionen Occitanien i södra Frankrike. Kommunen ligger i kantonen Grenade som tillhör arrondissementet Toulouse. År 2022 hade Merville 6 640 invånare.

## Befolkningsutveckling
Antalet invånare i kommunen Merville
Referens:INSEE

## Monument

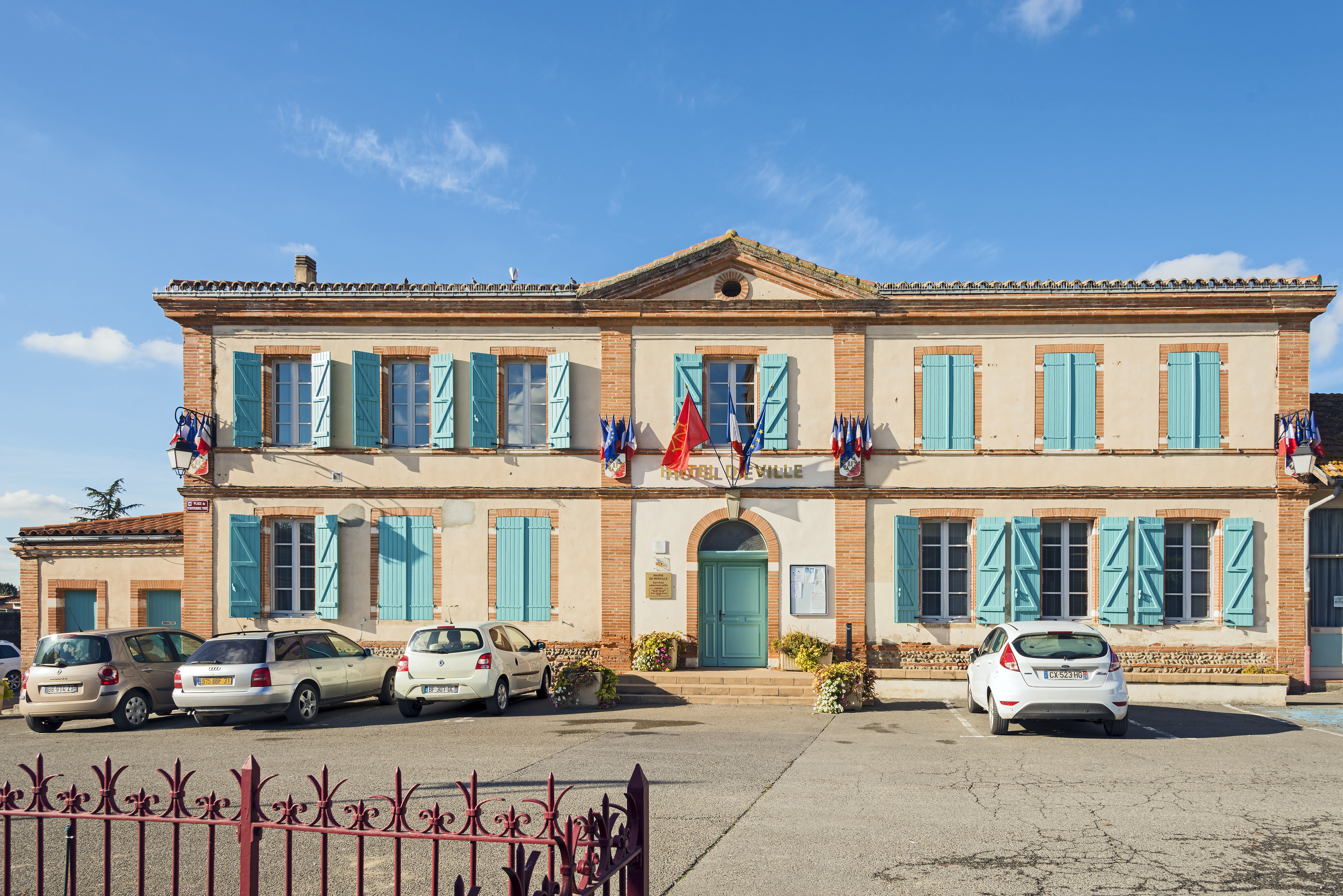
Rådhuset.
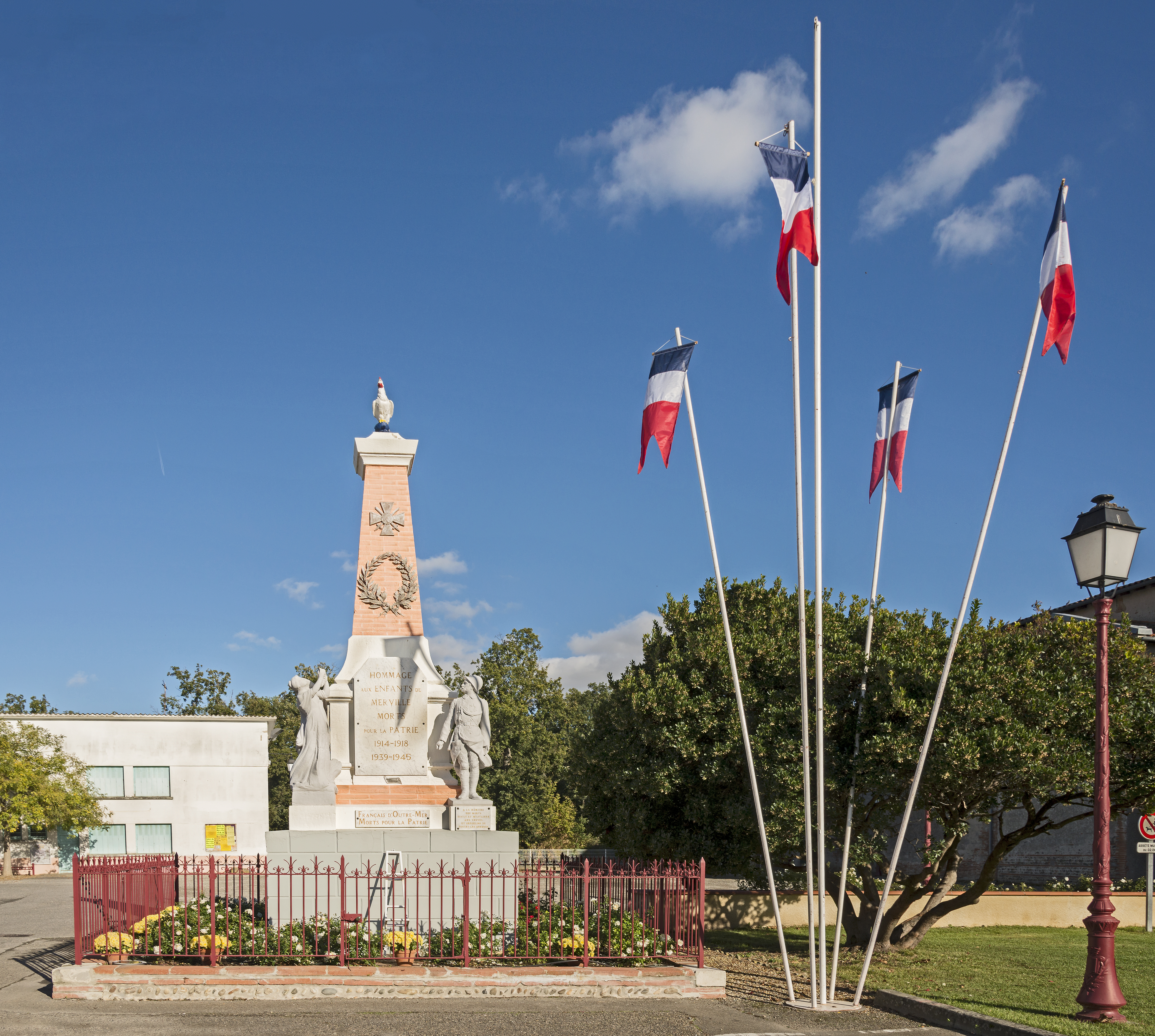
Krigsmonument
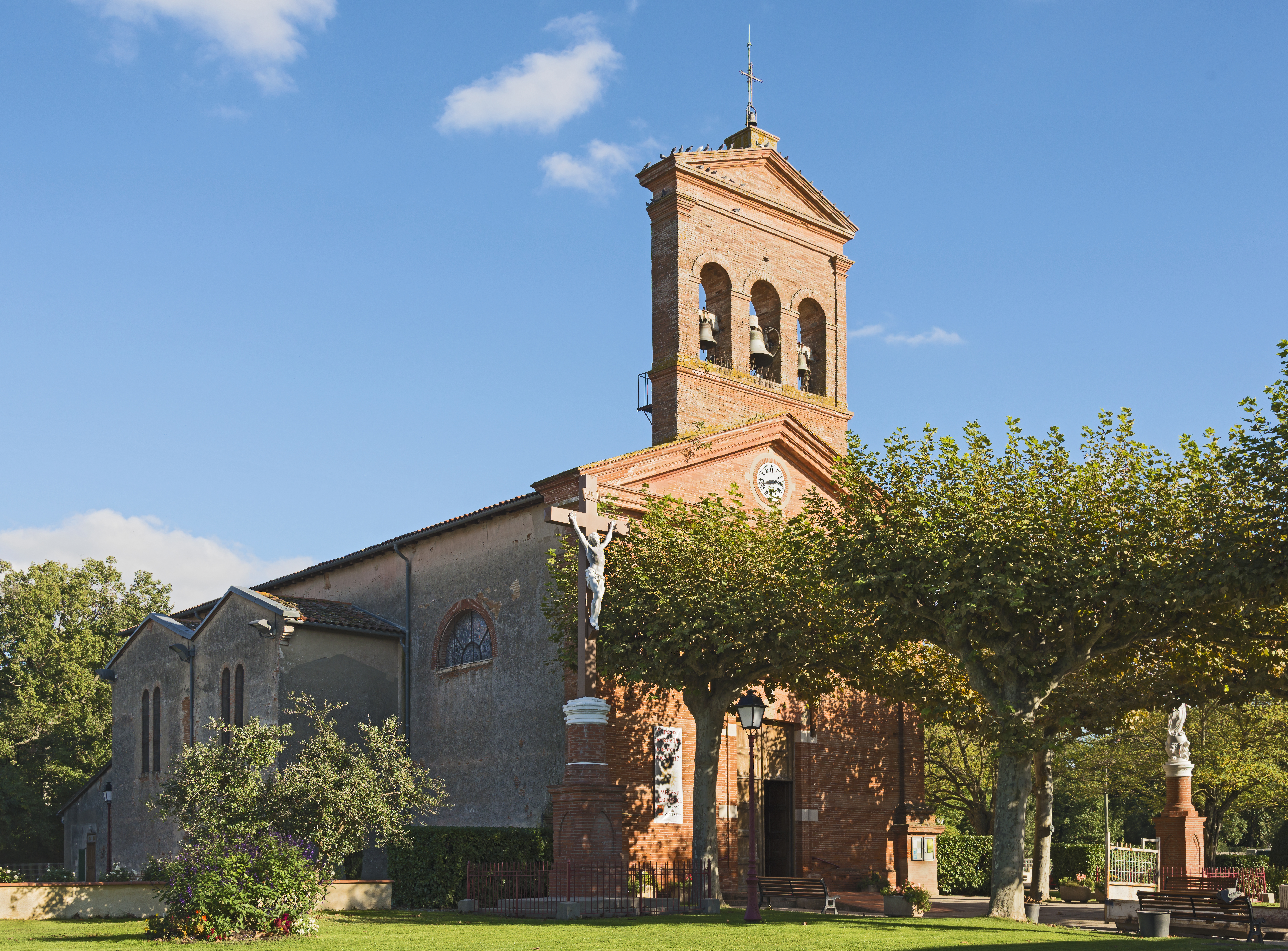
Kyrkan.
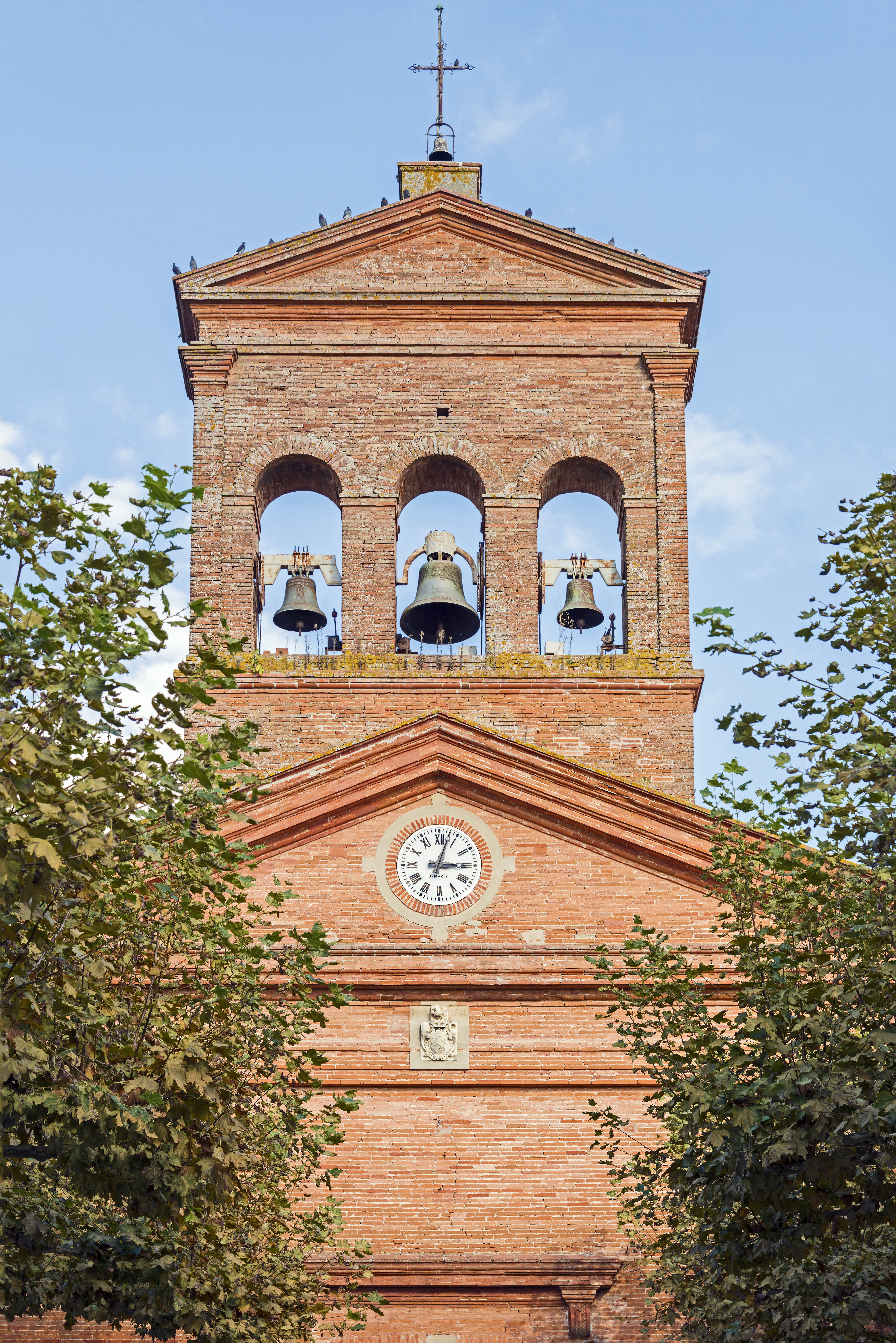
Kyrkan.
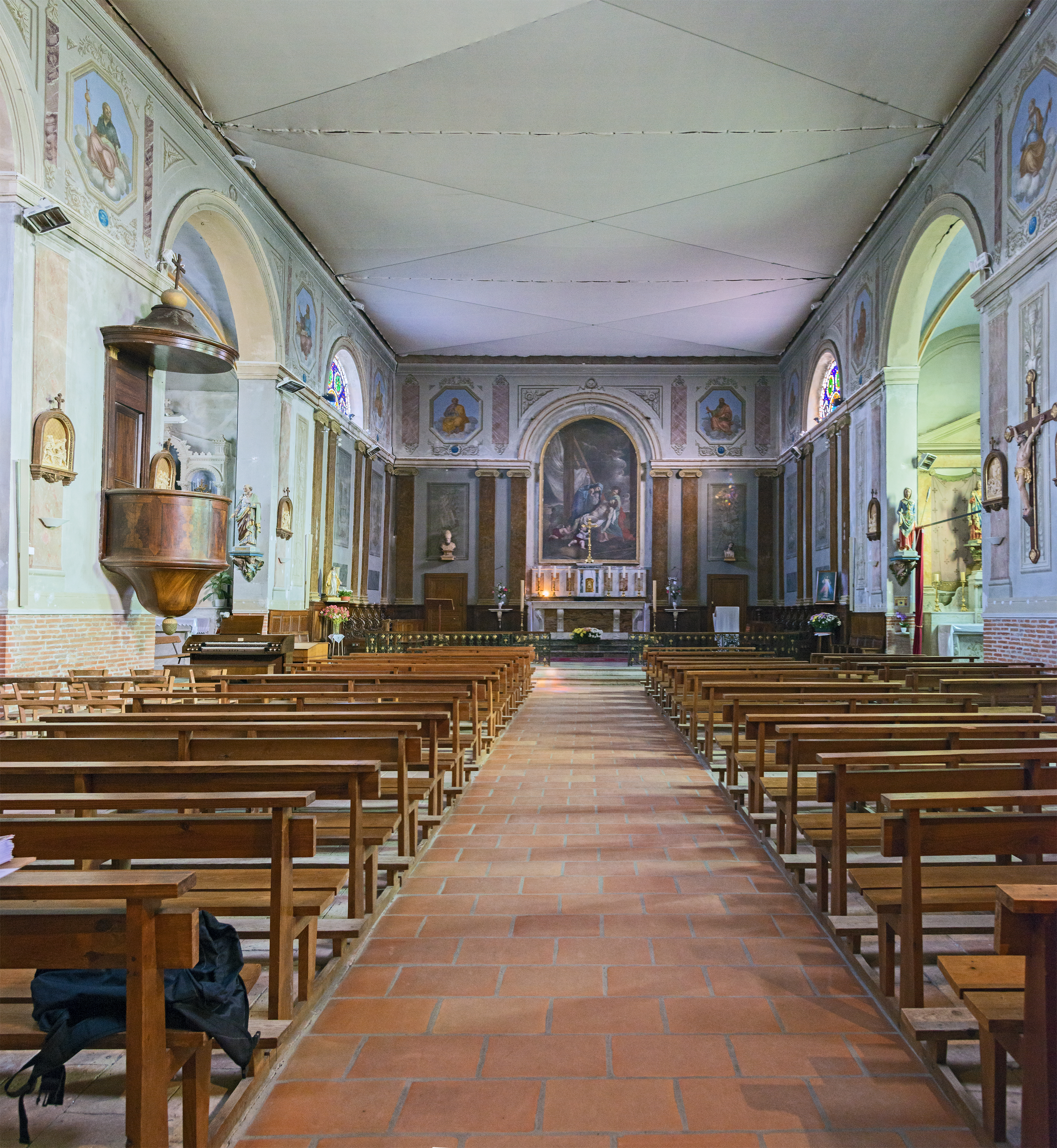
Skeppet.
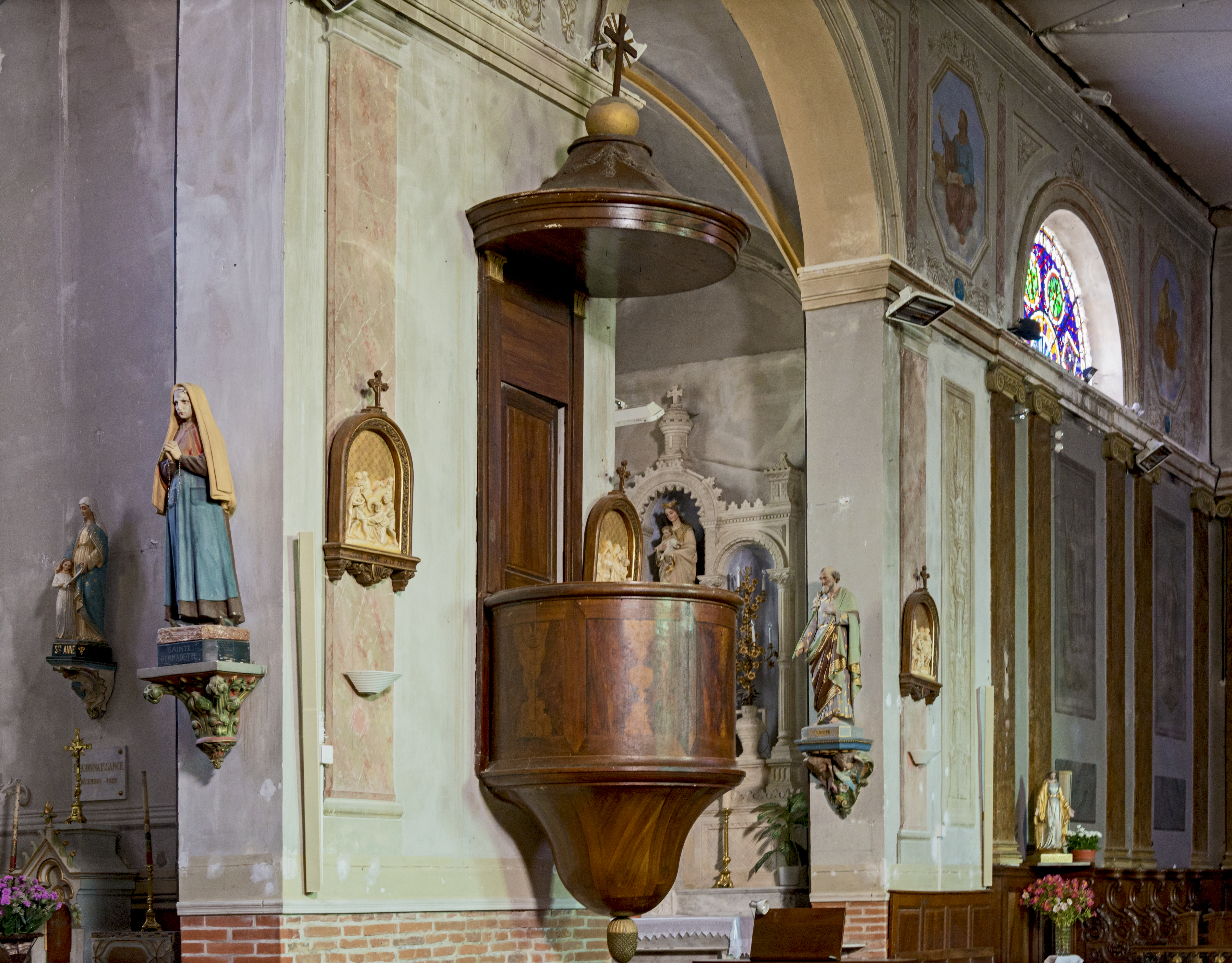
Predikstolen.
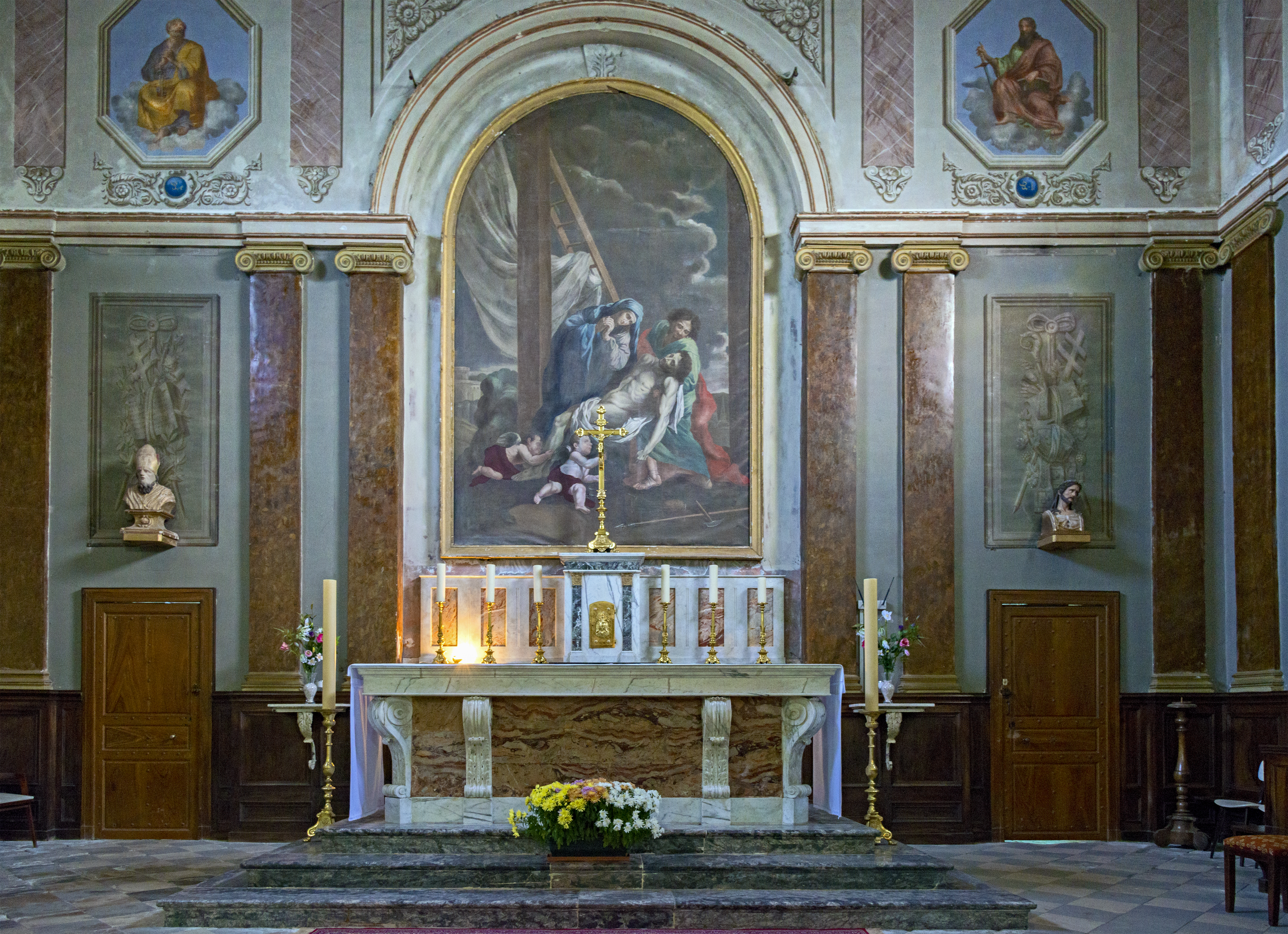
Altaret.
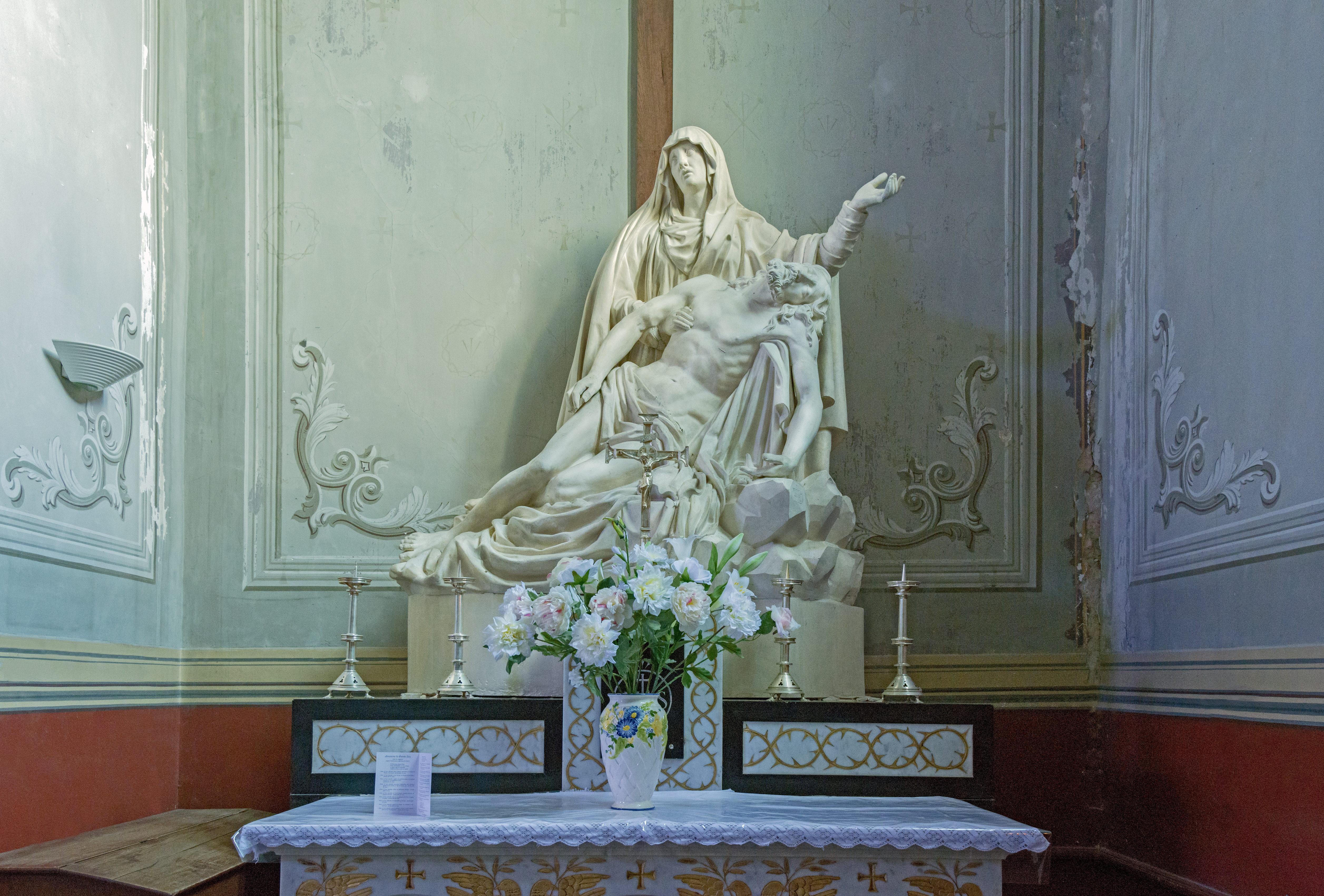